# ČSD E 469.1 sorozat

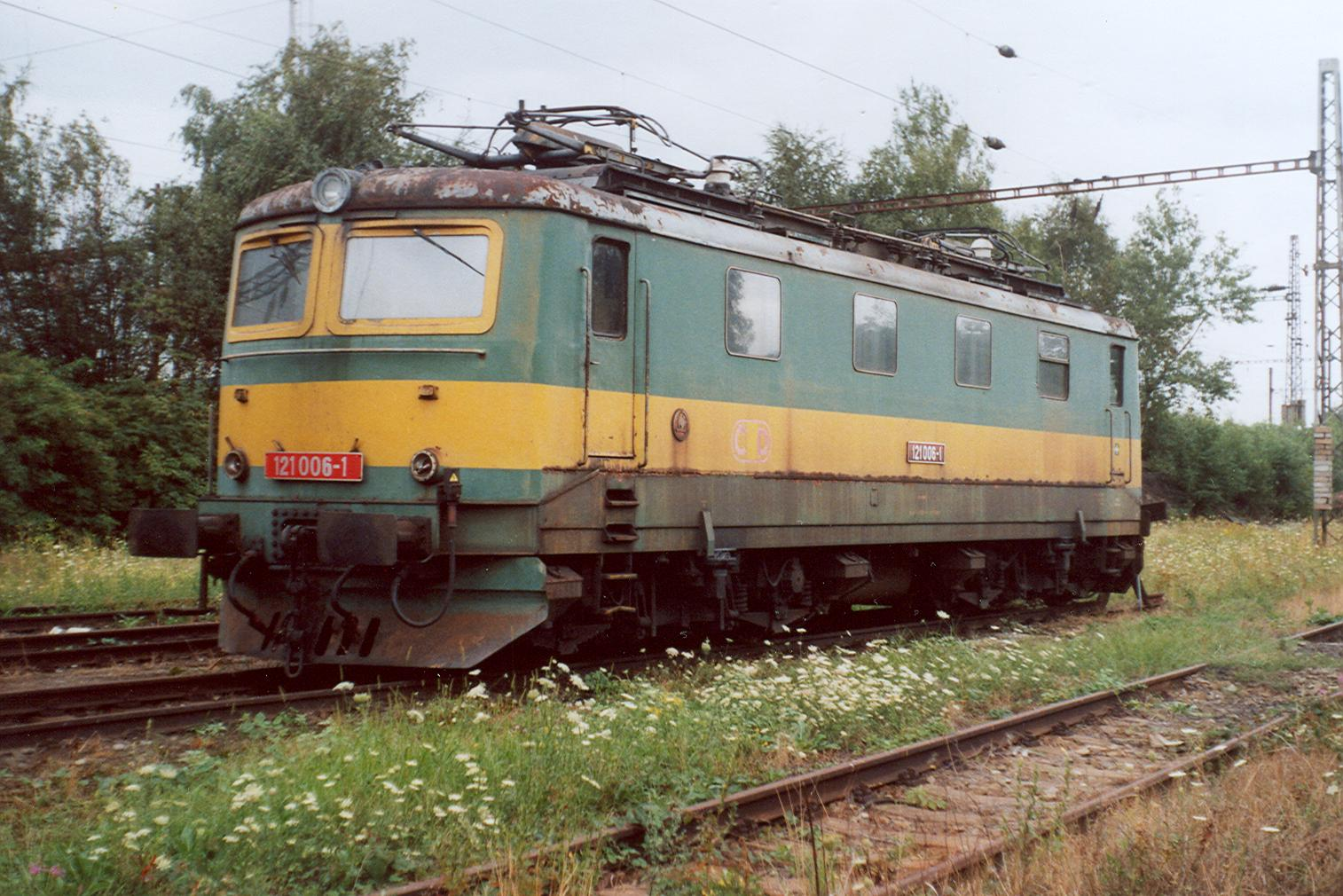
Egy forgalomból kivont E 469.1

A ČSD E 469.1 sorozat egy csehszlovák Bo'Bo' tengelyelrendezésű tehervonati villamosmozdony-sorozat volt. 1960-ban 85 db-ot gyártott a Škoda. A gépek Csehszlovákia felbomlása után a ČD-hez mint ČD 121 sorozat és a ŽSR-hez, mint ŽSR 121 sorozat kerültek. A sorozatot 2006-ban selejtezték.

## Története
A mozdonysorozat a ČSD E 499.0 sorozat továbbfejlesztett változata volt. Az áttervezés során megnövelték a tömegét és módosították a hajtóműáttételt.